# 半紋鋸鱗鰕虎
半紋鋸鱗鰕虎（学名：Priolepis semidoliata）为鱸形目鰕虎科鋸鱗鰕虎魚屬下的一个种。该物种主要分布于印度洋和西太平洋海域，其体长可达2.4公分。